# Au-delà du délire
Au-delà du délire (französisch für ‚Jenseits des Wahns‘) ist das dritte Studioalbum der französischen Progressive-Rock-Band Ange. Es erschien im Jahr 1974 bei Philips.

## Entstehung und Veröffentlichung
Ange hatten 1973 mit Le cimetière des arlequins den Durchbruch geschafft und traten mit Genesis beim Reading Festival auf. Das dritte Album folgte im Jahr darauf und erhielt in Frankreich eine Goldene Schallplatte.

## Titelliste

### Seite 1
1. Godevin le vilain – 2:57
2. Les longues nuits d’Isaac – 4:10
3. Si j’étais le Messie – 3:00
4. Ballade pour une orgie – 3:22
5. Exode – 5:00

### Seite 2
1. La bataille du sucre (Inclus: La colère des dieux) – 6:29
2. Fils de lumière – 3:20
3. Au-delà du délire – 8:20

## Stil
Anges Progressive Rock ist von Genesis, King Crimson und Pink Floyd beeinflusst, erhält jedoch durch Christian Décamps’ theatralischen, französischen Gesang eine eigene Note, auch wenn dieser auf Au-delà du délire im Vergleich zu den vorigen Alben etwas aus dem Fokus rückt und Platz lässt für viele düstere und bombastische Arrangements. Es finden sich außerdem stilistische Elemente der Musik des Mittelalters, des Hardrock und des Chanson. Die Liedtexte sind von biblischen Motiven durchzogen.

## Rezeption
Au-delà du délire gilt als Klassiker des französischen Progressive Rock. Christian Rode von den Babyblauen Seiten lobt die „gelungene Melange aus Verspieltheit und Düsternis mit schönen Melodien“ und bezeichnet es als „ein durchaus hörenswertes, sehr eigenes Album“. Das eclipsed-Magazin nahm Au-delà du délire in seine Liste der 150 wichtigsten Prog-Alben auf.